# Racing Club de Avellaneda
A Racing Club de Avellaneda egy argentin labdarúgóklub, melynek székhelye Buenos Aires tartomány Avellaneda nevezetű városában található. A klubot 1903-ban alapították és egyike az argentin futball „öt nagy klubjának”. Jelenleg az első osztályban szerepel.
Hazai mérkőzéseit az Estadio Presidente Perónban játssza. A klub hivatalos színei: világoskék-fehér.

## Sikerek
Liga Profesional
- Bajnok (18): 1913, 1914, 1915, 1916, 1917, 1918, 1919, 1921, 1925, 1949, 1950, 1951, 1958, 1961, 1966, 2001 Apertura, 2014, 2018–19

Argentin Kupa
- Döntős (1): 2011–12

Bajnokok Kupája (SAF)
- Győztes (1): 2019

Bajnokok Kupája
- Győztes (1): 2022

Supercopa International
- Győztes (1): 2022

Copa de Competencia Jockey Club
- Döntős (2): 1913, 1915

Copa de Honor Municipalidad de Buenos Aires
- Győztes (4): 1912, 1913, 1915, 1917

Copa Bullrich
- Győztes (1): 1910

Copa de Competencia (LAF)
- Győztes (1): 1933

Copa Beccar Varela
- Győztes (1): 1932
- Döntős (1): 1933

Copa Ibarguren
- Győztes (5): 1913, 1914, 1916, 1917, 1918
- Döntős (3): 1915, 1950, 1958

Copa de Competencia Británica
- Győztes (1): 1945

Copa Adrián C. Escobar
- Döntős (1): 1949

Copa Suecia
- Döntős (1): 1958

Copa de Honor Cousenier
- Győztes (1): 1913
- Döntős (3): 1912, 1915, 1917

Copa Aldao
- Győztes (2): 1917, 1918
- Döntős (1): 1916

Interkontinentális Kupa
- Győztes (1): 1967

Copa Libertadores
- Győztes (1): 1967-es Copa Libertadores

Supercopa Sudamericana
- Győztes (1): 1988